# ナリタヤ
株式会社ナリタヤは、千葉県を営業基盤とするスーパーマーケット「ナリタヤ」、「ナリタヤ食彩館」を運営する企業である。本社は千葉県印旛郡栄町安食2170-1。CGCグループに加盟している。

## 沿革
- 1980年（昭和55年） - 千葉県印旛郡栄町安食に食品販売店ナリタヤを創業。
- 1983年（昭和58年） - 有限会社一平食品を設立。
- 1989年（平成元年） - 株式会社ナリタヤに組織変更。

## 店舗
- 安食店（千葉県印旛郡栄町：1986年オープン、1997年移転オープン）
- 富里店（千葉県富里市：1989年オープン、2014年移転オープン）
- 酒々井店（千葉県印旛郡酒々井町：1998年オープン）
- たかの台店（千葉県四街道市：1999年オープン）
- 花見川店（千葉県千葉市花見川区：2007年オープン、2015年新装オープン）
- 下総滑川店（千葉県成田市：2010年オープン）
- 茂原店（千葉県茂原市：2011年オープン）
- 小深町四街道店（千葉県四街道市：2012年オープン）
- 印旛日本医大店（千葉県印西市：2013年オープン）
- 神崎店（千葉県香取郡神崎町：2014年オープン）
- 旭萬力店（千葉県旭市：2019年オープン）
- GRAN KITCHEN布佐店（千葉県我孫子市：2023年7月28日オープン[2]）

### 閉店した店舗
- 成田駅前店（千葉県成田市：2002年（平成14年）オープン、2006年（平成18年）閉店
- 印西店（千葉県印西市：1991年（平成3年）オープン、2007年（平成19年）閉店）
- 小見川店（千葉県香取市:2008年（平成20年）オープン、2010年（平成22年）閉店）
- 八千代台店（千葉県八千代市:2000年（平成12年）オープン、2011年（平成23年）閉店）
- 千葉ニュータウン店（千葉県白井市:2008年（平成20年）オープン、2017年（平成29年）閉店）
- 市原八幡店（千葉県市原市:2015年（平成27年）オープン、2017年（平成29年）閉店）
- 白井店（千葉県白井市：2003年オープン、2019年（令和元年）閉店）
- 誉田店（千葉県千葉市緑区：2009年オープン、2020年（令和2年）閉店）
- 成田店（千葉県成田市：1992年オープン、2023年6月30日閉店[3]）
- 布佐店（千葉県我孫子市：1999年オープン、2023年7月17日閉店[4]）